# Гармашов Олександр Хомич
Олександр Хомич Гармашов (нар. 1907, станція Дебальцеве Катеринославської губернії, тепер Донецької області — 5 березня 1973, місто Москва) — український радянський діяч, інженер, директор Маріупольського металургійного заводу імені Ілліча, директор Брянського паровозобудівного заводу. Депутат Верховної Ради Української РСР 2-го скликання. Депутат Верховної Ради СРСР 4-го скликання. Кандидат технічних наук.

## Біографія
Народився у серпні 1907 року в родині робітника-котельника депо станції Дебальцеве. У 1919 році, коли його батько був убитий білогвардійцями в числі сімдесяти трьох шахтарів шахти «Провіданс», дванадцятирічному Олександру довелося залишити школу і піти працювати на шахту коногоном, вагонетником, слюсарем.
У 1927 році був відряджений на робітничий факультет і у 1935 році закінчив Ленінградський індустріальний інститут. Здобув фах інженера-металурга з обробки металів тиском. Член ВКП(б) з 1930 року.
У 1935 році був направлений на Маріупольський металургійний завод імені Ілліча Донецької області, призначений майстром в сортопрокатний цех, працював обер-майстром, начальником зміни, заступником начальника і начальником цеху № 8. 8 червня 1938 року був призначений директором Маріупольського металургійного заводу.
У 1938—1941 роках — директор Маріупольського металургійного заводу імені Ілліча Сталінської області. У 1939 році був обраний делегатом XVΙΙΙ з'їзду ВКП(б).
З початку німецько-радянської війни і наближенням фронту до Донбасу організував евакуацію устаткування заводу в східні райони СРСР. У 1942—1943 роках працював: в місті Сталінграді директором заводу № 264 (Сталінградська судноверф), в місті Горькому — головним інженером заводу № 112 (завод «Красное Сормово»), в місті Нижньому Тагілі — заступником директора евакуйованого заводу № 183 (Харківський паровозобудівний завод).
11 вересня 1943 року, через день після вигнання німецьких військ з Маріуполя, прибув до міста і приступив до організації відновлення виробництва на місці руїн свого заводу. Першу сталь завод дав вже 10 жовтня, і до кінця 1943 роки було виплавлено 25 тисяч тонн сталі, більше тисячі тонн прокату, виготовлені 1380 автомобільних деталей, зроблений ремонт двадцяти танків. У 1944 році за підсумками соцзмагання заводу було присуджено перехідний Червоний прапор Державного комітету оборони СРСР.
У 1943—1949 роках — директор Маріупольського металургійного заводу імені Ілліча Сталінської області.
У 1950—1951 роках — директор Іжорського заводу у місті Колпіно Ленінградської області. Вже через рік — у 1951 році призначений директором гірничо-хімічного комбінату № 815 (в п'ятдесяти кілометрах від Красноярська Красноярського краю) — підземного комплексу з виробництва збройового плутонію. Працював директором комбінату під час його будівництва до 1953 року, при ньому будувалося і житлове селище — майбутнє місто Желєзногорськ.
У 1953—1956 роках — директор Брянського паровозобудівного заводу Брянської області.
У 1956—1961 роках — голова Комітету у справах винаходів і раціоналізації при Раді Міністрів СРСР, перший його голова.
Потім — на пенсії.

## Нагороди і премії
- два ордени Леніна (29.03.1939, 1947)
- орден Червоної Зірки — за умілу організацію робіт з відновлення танків та іншої бронетехніки
- Сталінська премія 3-го ступеня (1948) — за корінне удосконалення технології виробництва котлів залізничних цистерн
- Сталінська премія 3-го ступеня (1949) — за розробку і впровадження в промисловість нової марки високоміцної зварюваної сталі
- медаль «За оборону Сталінграда»
- медаль «За перемогу над Німеччиною у Великій Вітчизняній війні 1941—1945 рр.»
- медаль «За доблесну працю у Великій Вітчизняній війні 1941—1945 рр.»
- медалі